# Конор Галлахер
Конор Галлахер (англ. Conor Gallagher, нар. 6 лютого 2000, Епсом) — англійський футболіст, півзахисник клубу «Атлетіко Мадрид» і національної збірної Англії.

## Клубна кар'єра
Вихованець академії лондонського «Челсі». Із сезону 2018/19 включався до заявки головної команди клубу, утім в офіційних матчах у її складі не дебютував. 
Натомість здобував досвід виступів на дорослому рівні, граючи в орендах. Спочатку по ходу сезону 2019/20 грав у Чемпіонаті Футбольної ліги за «Чарльтон Атлетик» і «Свонсі Сіті», а згодом по сезону відіграв за вищолігові «Вест-Бромвіч Альбіон» та «Крістал Пелес».
Здобувши значний досвід виступів у Прем'єр-лізі, 22-річний на той час гравець сезон 2022/23 розпочав вже у складі головної команди рідного клубу.
До складу клубу «Челсі» приєднався 2022 року. Станом на 11 листопада 2022 року відіграв за лондонський клуб 11 матчів в національному чемпіонаті.

## Виступи за збірну
З 2019 року залучався до лав молодіжної збірної Англії. У її складі був учасником молодіжного Євро-2021, де англійці не подолали груповий етап.
2021 року дебютував в офіційних матчах у складі національної збірної Англії. Восени 2022 року був включений до її заявки на участь у тогорічній першості світу.
| Дата       | Місто         | Господарі  | Результат | Гості       | Турнір                               | Голи | Примітки |
| ---------- | ------------- | ---------- | --------- | ----------- | ------------------------------------ | ---- | -------- |
| 15-11-2021 | Серравалле    | Сан-Марино | 0 – 10    | Англія      | Відбір до ЧС 2022                    | -    | 46'      |
| 26-3-2022  | Лондон        | Англія     | 2 – 1     | Швейцарія   | товариський матч                     | -    | 61'      |
| 29-3-2022  | Лондон        | Англія     | 3 – 0     | Кот-д'Івуар | товариський матч                     | -    | 79'      |
| 14-6-2022  | Вулвергемптон | Англія     | 0 – 4     | Угорщина    | Ліга націй УЄФА 2022-2023 - 1-й етап | -    | 56'      |
| Усього     |               | Матчів     | 4         |             | Голів                                | 0    |          |

## Титули і досягнення
- Переможець Ліги Європи (1):

«Челсі»: 2018-2019